# Château de Cons-la-Grandville
Le château de Cons-la-Grandville est un château de France situé dans le village de Cons-la-Grandville en Meurthe-et-Moselle. Demeure depuis le XVIIe siècle des marquis de Lambertye, le château de Cons-la-Grandville représente à lui seul une synthèse architecturale de la période romane à la période classique.

## Étymologie
Attesté dès 1036, le toponyme « Cons », comme sa variante Comps, dont on trouve quelques exemples en France, dérive de formes anciennes analogues de type Cums, Coms. Albert Dauzat et Charles Rostaing, suivis par Ernest Nègre y voient une déformation de l'ablatif pluriel cumbis du latin d'origine gauloise cumba (« vallée »). Le terme est également attesté en ancien français (combe) et en occitan (comba). Effectivement, le village se situe dans la vallée de la rivière la Chiers.
Le nom La Grandville se réfère quant à lui sans doute au village du Moyen Âge.
Il ne faut pas confondre Cons-la-Grandville et le village des Ardennes de La Grandville, qui jusqu'en 1932 était un homonyme.

## Continuité familiale
Avant 1640, le château est aux mains des marquis de Pidancet (d'origine bretonne). À cette date, l'unique héritière de Cons-la-Grandville, Marguerite de Custine épouse Jean de Lambertye, un officier du Limousin, que Louis XIII nomma gouverneur de Longwy (alors enclave française en Lorraine).
Si les noms ont changé, on peut toutefois dire que les actuels propriétaires sont les descendants directs (par les femmes) des premiers seigneurs du lieu, depuis le XIe siècle.

## Description

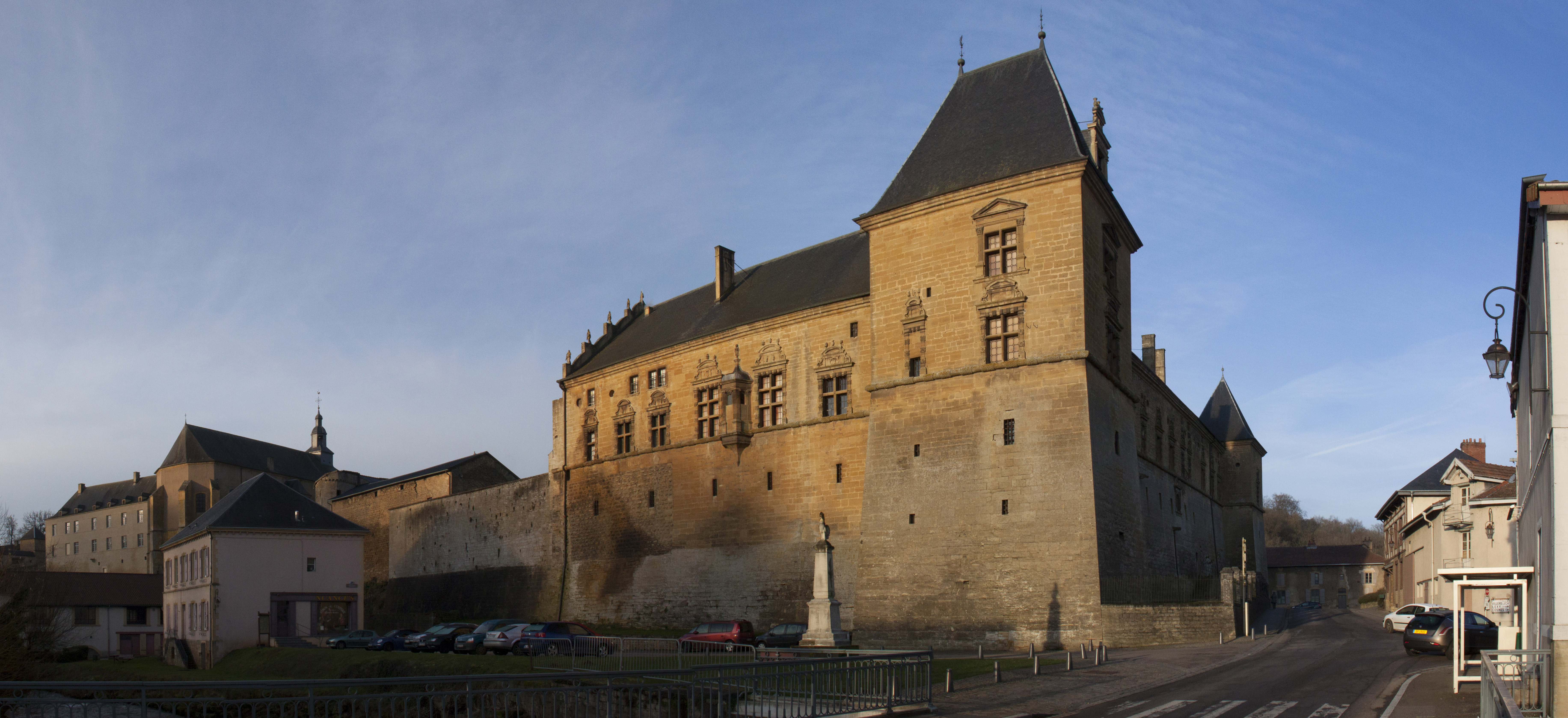
Château de Cons-la-Grandville.

Le château actuel est bâti sur les restes d'un château médiéval construit par Dudon de Cons, compagnon de croisade de Godefroy de Bouillon, sur un promontoire rocheux entouré du village et de collines boisées. Il conserve de l'époque médiévale, les fondations et les partis basses, massives et fortifiées (au nord et à l'est).
L'ensemble est rebâti en pierres de Jaumont à partir de la Renaissance. Les parties hautes sont percées de larges fenêtres, richement décorées, et surmontées de hauts toits d'ardoises. L'intérieur est aussi marqué par ce style avec les plafonds à caissons ou encore les cheminées monumentales (comme celle de la salle d'honneur décorée de bas reliefs représentants les amours de Pyrame et Thisbé). C'est à Martin de Custine, seigneur de Cons-La-Grandville, que l'on doit ces aménagements.
La cour d'honneur est quant à elle largement classique : organisation en U, bâtiments presque de plain-pied, fronton central marqué des armes de la famille etc. Les pièces de réceptions comme la grande salle à manger, sont également marquées par le style du XVIIIe siècle.
Ces remaniements successifs au fil des siècles sont dus aux conflits qui ont touché la région (guerres médiévales d'abord, guerre de Trente Ans, et les deux conflits mondiaux qui endommagèrent notamment les écuries). 
L'ensemble est complété d'une grange au sud (construite au XVIIIe siècle) possédant une remarquable charpente en chêne. Le prieuré bénédictin érigé par Dudon de Cons est aussi reconstruit à partir de 1760 par l'architecte Laurent-Benoît Dewez. Les voûtes de la crypte de ce prieuré sont ornées de fresques gothiques du XIVe siècle. Le parc est réorganisé au XIXe siècle dans le style anglais et on peut y admirer de nombreux arbres centenaires.
Ouverts au public, le château et ses communs sont restaurés depuis 1984.

## Protection
Le château dans son ensemble fait l'objet d'une inscription au titre des monuments historiques depuis le 11 avril 1947.
Par arrêté du 30 avril 1982, certaines parties ont fait l'objet d'un classement au titre des monuments historiques. Cet arrêté a été annulé par le suivant, en date du 11 août 1987 qui classe au titre des monuments historiques :
- les façades et toitures du château et des communs, les deux tours carrées cantonnant la façade Nord ;
- les pièces suivantes au rez-de-chaussée du château :
  - dans l'aile Nord : la galerie, le salon lambrissé, la salle à manger dite des Custine avec sa cheminée, la cuisine dite des Custine avec ses deux cheminées, la chambre dite des Custine et la petite chambre avec sa cheminée ;
  - dans l'aile Est : la grande salle d'honneur avec son oratoire et sa cheminée, la chambre dite des Tapisseries avec sa cheminée ;
- les caves ;
- les terrasses et murs de soutènement, les fossés ;
- le petit bâtiment dit la Thébaïde avec les cariatides, murs de soutènement du Nord au Sud-Ouest de ce bâtiment.